# 1989-es Formula–1 francia nagydíj
Az 1989-es Formula–1 világbajnokság hetedik futama a francia nagydíj volt.

## Futam
| Helyezés | #  | Versenyző             | Csapat/Motor          | Futott körök | Idő/Kiesés oka  | Rajthely | Pontszám |
| -------- | -- | --------------------- | --------------------- | ------------ | --------------- | -------- | -------- |
| 1        | 2  | Alain Prost           | McLaren-Honda         | 80           | 1:38:29,411     | 1        | 9        |
| 2        | 27 | Nigel Mansell         | Ferrari               | 80           | + 44,017        | 3        | 6        |
| 3        | 6  | Riccardo Patrese      | Williams-Renault      | 80           | + 1:06,921      | 8        | 4        |
| 4        | 4  | Jean Alesi            | Tyrrell-Ford          | 80           | + 1:13,232      | 16       | 3        |
| 5        | 36 | Stefan Johansson      | Onyx-Ford             | 79           | + 1 kör         | 13       | 2        |
| 6        | 26 | Olivier Grouillard    | Ligier-Ford           | 79           | + 1 kör         | 17       | 1        |
| 7        | 10 | Eddie Cheever         | Arrows-Ford           | 79           | + 1 kör         | 25       |          |
| 8        | 11 | Nelson Piquet         | Lotus-Judd            | 78           | + 2 kör         | 20       |          |
| 9        | 20 | Emanuele Pirro        | Benetton-Ford         | 78           | + 2 kör         | 24       |          |
| 10       | 3  | Jonathan Palmer       | Tyrrell-Ford          | 78           | + 2 kör         | 9        |          |
| 11       | 29 | Éric Bernard          | Larrousse-Lamborghini | 77           | + 3 kör         | 15       |          |
| 12       | 9  | Martin Donnelly       | Arrows-Ford           | 77           | + 3 kör         | 14       |          |
| 13       | 37 | Bertrand Gachot       | Onyx-Ford             | 76           | Motorhiba       | 11       |          |
| Kiesett  | 15 | Maurício Gugelmin     | March-Judd            | 71           | Helyezés nélkül | 10       |          |
| Kiesett  | 8  | Stefano Modena        | Brabham-Judd          | 67           | Motorhiba       | 22       |          |
| Kiesett  | 5  | Thierry Boutsen       | Williams-Renault      | 50           | Váltó           | 5        |          |
| Kiesett  | 12 | Nakadzsima Szatoru    | Lotus-Judd            | 49           | Motorhiba       | 19       |          |
| Kiesett  | 16 | Ivan Capelli          | March-Judd            | 43           | Motorhiba       | 12       |          |
| Kiesett  | 19 | Alessandro Nannini    | Benetton-Ford         | 40           | Felfüggesztés   | 4        |          |
| Kiesett  | 23 | Pierluigi Martini     | Minardi-Ford          | 31           | Motorhiba       | 23       |          |
| Kiesett  | 30 | Philippe Alliot       | Larrousse-Lamborghini | 30           | Motorhiba       | 7        |          |
| Kiesett  | 40 | Gabriele Tarquini     | AGS-Ford              | 30           | Motorhiba       | 21       |          |
| Kiesett  | 28 | Gerhard Berger        | Ferrari               | 29           | Kuplung         | 6        |          |
| Kiesett  | 21 | Alex Caffi            | Dallara-Ford          | 27           | Kuplung         | 26       |          |
| Kiesett  | 25 | René Arnoux           | Ligier-Ford           | 14           | Váltó           | 18       |          |
| Kiesett  | 1  | Ayrton Senna          | McLaren-Honda         | 0            | Differenciálmű  | 2        |          |
| NK       | 22 | Andrea de Cesaris     | Dallara-Ford          |              |                 |          |          |
| NK       | 24 | Luis Perez-Sala       | Minardi-Ford          |              |                 |          |          |
| NK       | 38 | Christian Danner      | Rial-Ford             |              |                 |          |          |
| NK       | 31 | Roberto Moreno        | Coloni-Ford           |              |                 |          |          |
| NeK      | 17 | Nicola Larini         | Osella-Ford           |              |                 |          |          |
| NeK      | 7  | Martin Brundle        | Brabham-Judd          |              |                 |          |          |
| NeK      | 39 | Volker Weidler        | Rial-Ford             |              |                 |          |          |
| NeK      | 34 | Bernd Schneider       | Zakspeed-Yamaha       |              |                 |          |          |
| NeK      | 18 | Piercarlo Ghinzani    | Osella-Ford           |              |                 |          |          |
| NeK      | 32 | Pierre-Henri Raphanel | Coloni-Ford           |              |                 |          |          |
| NeK      | 35 | Szuzuki Aguri         | Zakspeed-Yamaha       |              |                 |          |          |
| NeK      | 33 | Gregor Foitek         | Euro Brun-Judd        |              |                 |          |          |
| NeK      | 41 | Joachim Winkelhock    | AGS-Ford              |              |                 |          |          |

## Statisztikák
Vezető helyen:
- Alain Prost: 80 (1-80)

Alain Prost 37. (R) győzelme, 20. pole-pozíciója, Maurício Gugelmin 1. leggyorsabb köre.
- McLaren 75. győzelme

Jean Alesi és Emanuele Pirro első versenye.